# Morrió (indumentària)

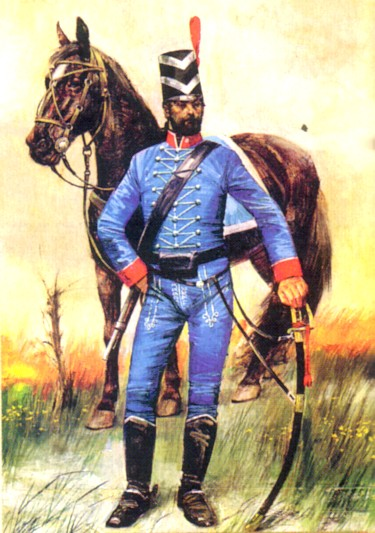
Hússar espanyol (1806) amb morrió de feltre (mirliton)

El morrió és una lligadura cilíndrica i de gran alçada (aproximadament com el barret de copa alta modern), sense ales i generalment sense visera, i amb la part superior plana. Originari d'Àsia i de l'Europa centroriental, en ús civil i militar, passà a l'Europa occidental, on ha estat lligadura exclusivament militar. El morrió de pell, d'ús tant civil com militar, és la forma originària de morrió, i també la més habitual. S'anomena morrión de piel en espanyol i — en contextos militars— bonnet à poil en francès, berretto di pelliccia en italià, căciulă en romanès (mot que també pot aplicar-se al 'casquet de pell'), bearskin cap en anglès, Bärenfellmütze en alemany, etc. El morrió de feltre pràcticament només s'ha donat en el món militar. S'anomena morrión de fieltro en espanyol; mirliton o bonnet à la hussarde en francès; berretto di feltro o berretto da ussaro en italià; mirliton (gal·licisme) en anglès; etc., etc.

## Europa central i oriental i Àsia
El morrió de pell és una lligadura tradicional, com a peça civil d'abrigar, a l'Europa Oriental, països túrquics, Caucas, etc. Al món túrquic el morrió de pell, present de l'Àsia central fins a Anatòlia, es coneix com a kalpak i, a voltes, papakha. El nom passà a altres llengües juntament amb la lligadura: d'ací la papakha (папаxа) dels cosacs ucraïnesos i russos, així com dels pobles ciscaucàsics. La căciulă romanesa és una adaptació del kalpak rematada en punta.
D'aquest ús civil, el morrió de pell passà al militar. Per exemple, sota el tsarisme la papakha fou la lligadura habitual dels cosacs; el 1913 esdevingué la lligadura d'hivern per a tots els graus en la totalitat de l'exèrcit. En el període soviètic fou suprimida, donats l'associació amb el tsarisme i l'antibolxevisme militant de la majoria de cosacs; però seria represa el 1935 en reconstituir-se les unitats cosaques, i, a més, passaria a ésser lligadura d'hivern per a mariscals i generals a partir de 1940, i també per a coronels d'ençà el 1943. Lligadures similars han tingut paper anàleg en altres exèrcits durant determinats períodes: l'otomà amb el kalpak —per a oficials —a inicis del segle xx; el romanès amb la căciulă entre el darrer quart del segle xix i la Segona Guerra Mundial; una papakha d'estil cosac entre l'oficialitat persa a inicis de la dinastia Pahlevi…

## Europa occidental

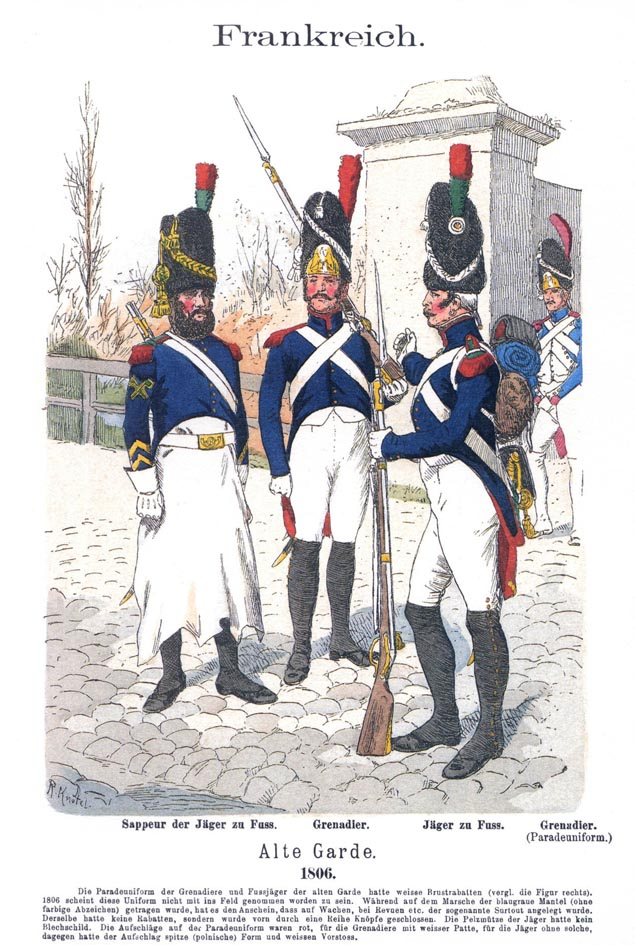
Soldats de diversos cossos de la Guàrdia Imperial napoleònica amb el característic morrió de pell. Làmina de Knötel

A l'Europa Occidental el morrió aparegué com a importació centreeuropea. El de feltre, ja en el segle xviii era la lligadura característica de les tropes frontereres austríaques (formades bàsicament per hongaresos i serbocroats), sota el nom de klobuk (serbocroat) o kalpag (hongarès). Per la mateixa època esdevingué la lligadura usual dels hússars — d'origen hongarès— en formalitzar-se'n l'uniforme. Foren sobretot els hússars qui introduïren el morrió als exèrcits de l'Europa Occidental al llarg del segle xviii. Hi fou molt usat, no tan sols pels hússars sinó també per altres cossos de cavalleria, guàrdies reials, etc., fins a la Primera Guerra Mundial, en què pràcticament restà extingit, llevat d'alguns exèrcits que l'empren en gran gala i en ocasions cerimonials (com és el cas del canvi de guàrdia del Palau de Buckingham).

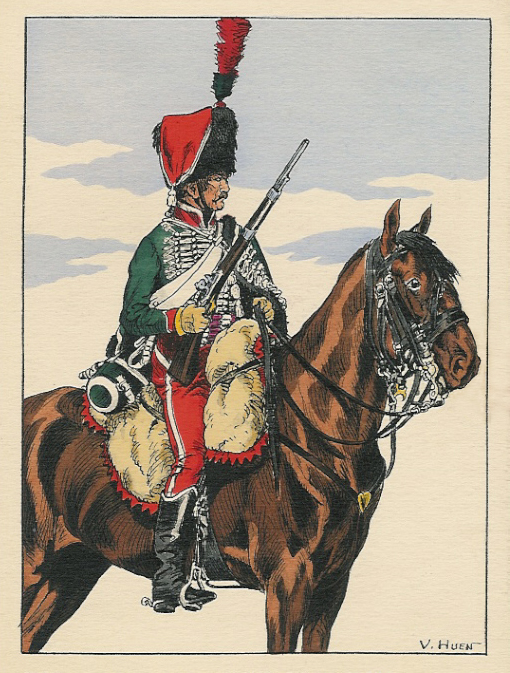
Un dels tipus clàssics de morrió: hússar francès amb colbac (1804)

El morrió militar occidental presentava diverses variants. Podia ésser de feltre, a voltes troncocònic (és la lligadura que en francès es coneix com a mirliton). El d'hússar era el colbac, de pell i amb una màniga de roba de color penjant sobre una banda. El de granader (com en la Guàrdia Imperial napoleònica i en les unitats de guàrdia britàniques Coldstream Guards i Grenadiers Guard britànica) era de pell i amb la copa arrodonida. Cas especial, i d'ús sobretot en la infanteria, el xacó era un morrió amb visera.